# Anthaxia thalassophila
Espèce
Anthaxia thalassophila est une espèce d'anthaxies de la famille des Buprestidae que l'on trouve en Europe méditerranéenne: dans le midi de la France, en Italie, Grèce et les régions côtières de la Dalmatie, dans l'ancienne Yougoslavie, jusqu'en Albanie ; on la rencontre également dans la péninsule Ibérique et dans certaines zones de Suisse.

## Description
Cette espèce se caractérise par la brillance de ses couleurs: vert brillant et rouge foncé aux reflets métalliques (sur le bord antérieur des élytres et sur l'ensemble des élytres à partir du milieu) pour la femelle; le mâle au lieu du rouge présente un jaune brillant aux reflets rougeâtres.

## Écologie
Les larves se nourrissent aux dépens des genres suivants: Pistacia, Quercus, Castanea, Fraxinus et Olea.
Les imagos apprécient les fleurs en particulier les marguerites.

## Taxonomie
Sous-espèces
- Anthaxia thalassophila iberica Cobos, 1986
- Anthaxia thalassophila pseudokervillei Niehuis, 1990
- Anthaxia thalassophila thalassophila Abeille de Perrin, 1900